# Martin Kocourek (sochař)
Martin Kocourek (* 1976 Jablonec nad Nisou) je český sochař.
Martin Kocourek žije a pracuje v Praze. Absolvoval Vysokou školu uměleckoprůmyslovou v Praze, kde studoval například v sochařském ateliéru Kurta Gebauera.
Kocourek pro své skulptury a instalace využívá různé materiály jako například beton, kovy, ocel, dřevo a často recykluje různé průmyslové odpady. Jako charakteristické prvky Kocourkových děl se uvádí kontrast mezi materiály, něžná poetika, jemná ironie, hluboký myšlenkový obsah a výrazný symbolický přesah.
Věra Jirousová uvedla, že Kocourkovy „práce se vyznačují osobitou synkretickou poetikou“.

## Realizace
- 2008 autorská výstava Vstup zakázán, Galerie Vernon, Praha[5]
- 2011 autorská výstava Skylight, ArtPro Gallery, Praha[4]
- 2013 Lev, betonová socha, střed obce Stará Říše

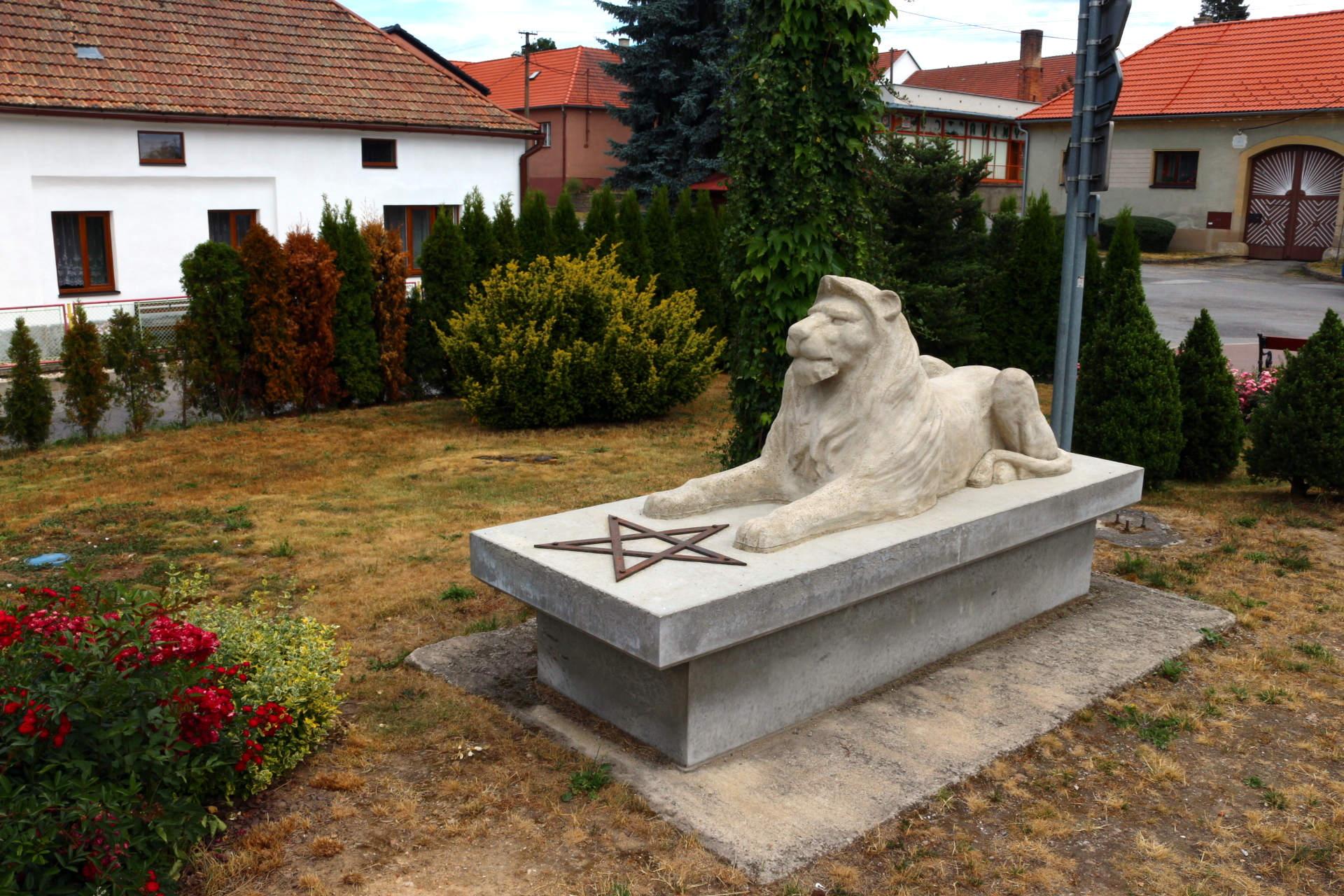
Socha lva. Stará Říše, střed obce. Sochu z betonu vytvořil Martin Kocourek v roce 2013.

- 2013 autorská výstava Kruciáta III., Galerie Orlovna, Kroměříž[6]
- 2015 Pomník děčínských měšťanů z města na Mariánské louce, ocel, Děčín
- 2018 památník Reviving Humanity Memorial, World Youth Forum, Šarm aš-Šajch, Egypt. Společný projekt památníku oslavující mír, tvořivost a rozvoj, který vytvořilo 72 umělců ze 72 zemí, např. (Arman Nur(en) a další). Památník odhalil egyptský prezident Abd al-Fattáh as-Sísí.[7][8][9][10]
- 2017 autorská výstava Povstání, Důl Michal, Ostrava[11]
- 2017 autorská výstava Nejde se tomu vyhnout…, Galerie Budoart, Praha[12][13]
- 2017 autorská výstava Nelítostný, Industrial Gallery, Ostrava[14]
- 2021 výstava Na hraně, slovensky: Na hrane, Kunsthalle Bratislava, Bratislava, Slovensko[15]
- 2021 výstava Bohemiae Rosa, galerie Kvadrat 500, Národní umělecká galerie v Sofii, Bulharsko[16][17]
- 2021 skulptura Lilie, Galerie Středočeského kraje (GASK), v zahradách Jezuitské koleje, Kutná Hora[3]
- 2022 skulptura Raketa, Landscape Festival, Praha
- 2022 výstava Ne(Moc), Centrum současného umění DOX, Praha[18]

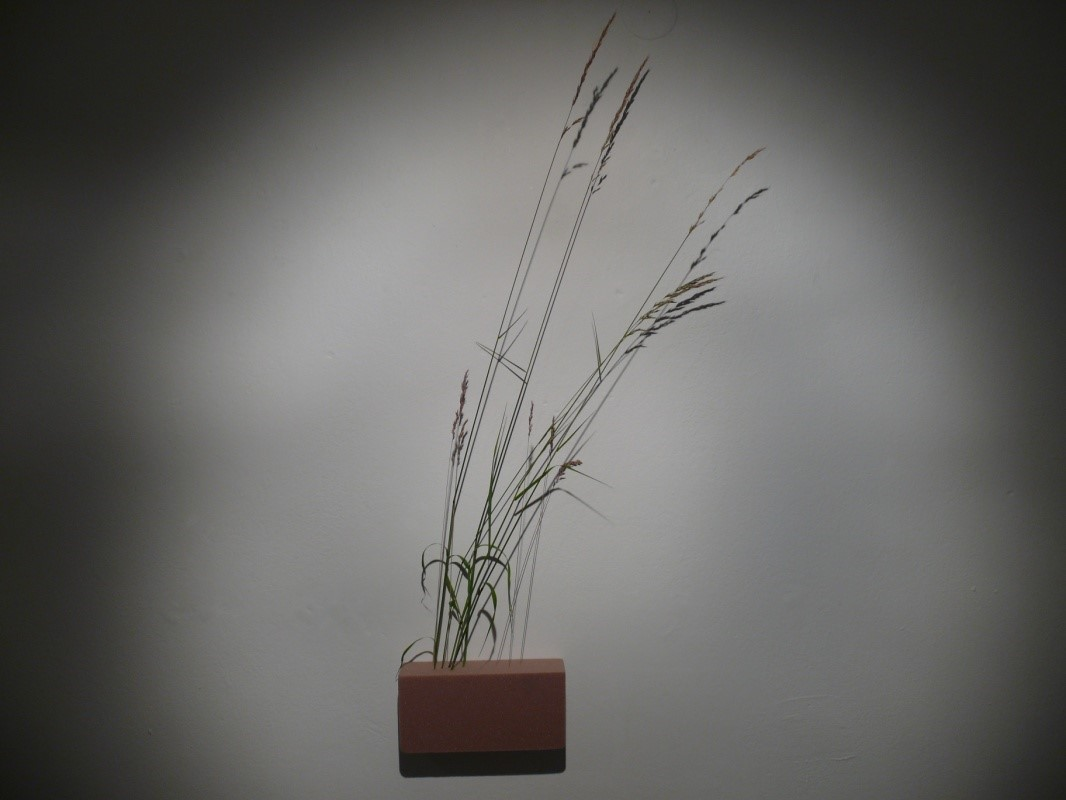
2017 Podzim, Industrial Gallery, Ostrava
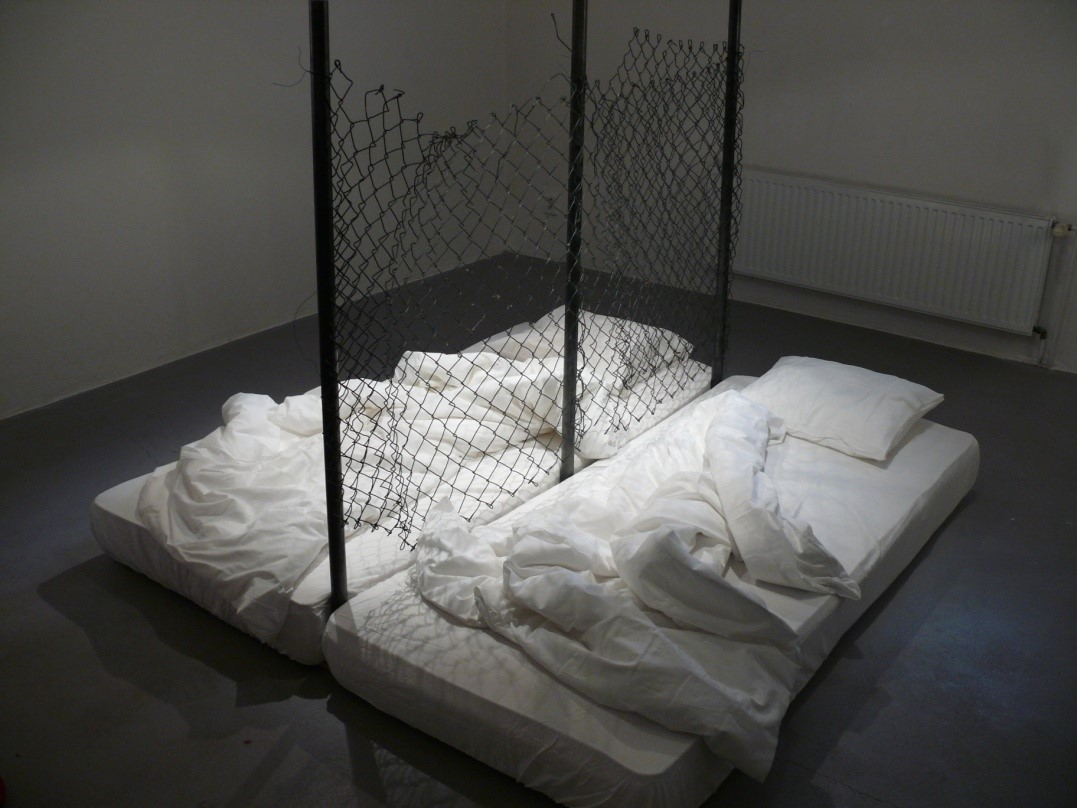
2017 Špatná postel, Industrial Gallery, Ostrava
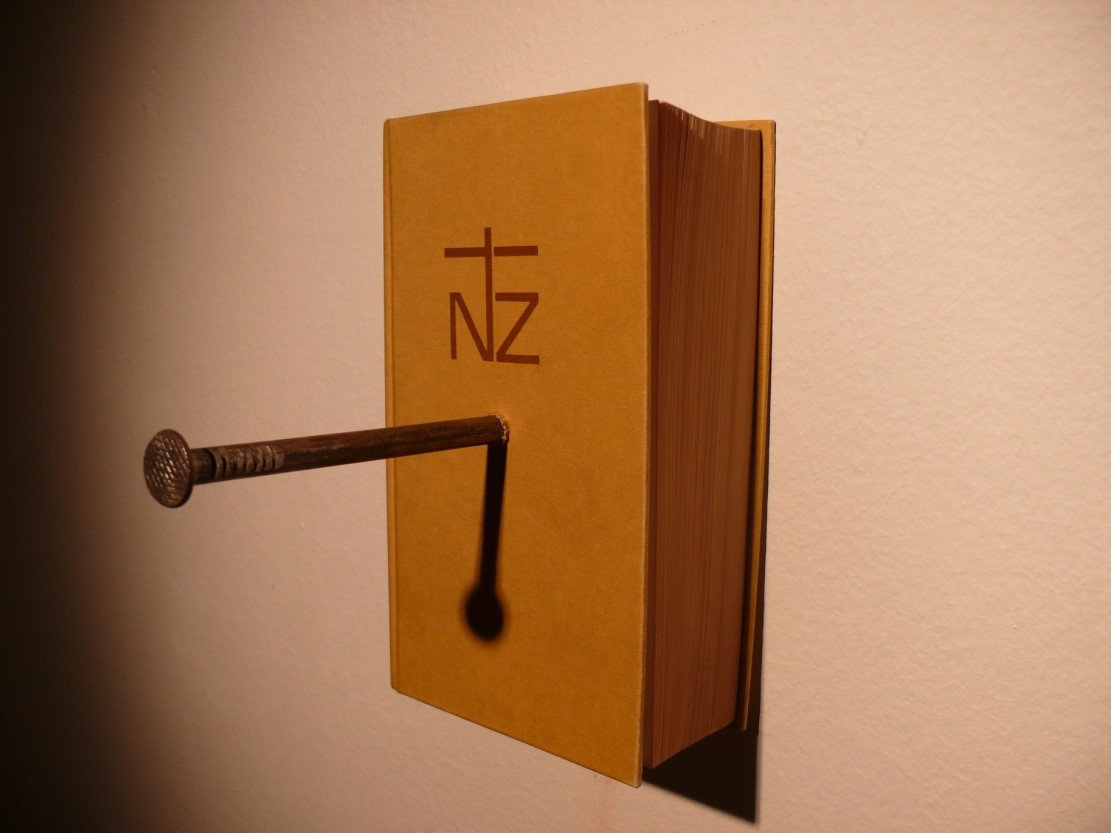
2017 Ukřižování, Industrial Gallery, Ostrava
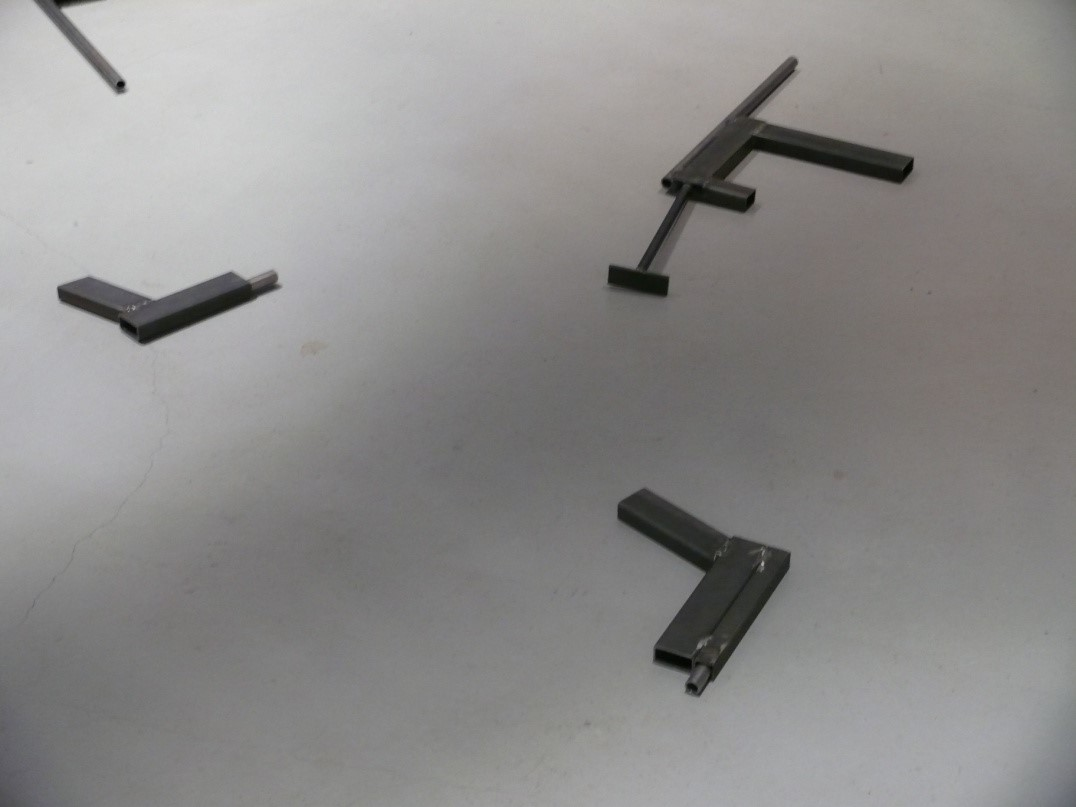
2017 Válečné pole, kov, Industrial Gallery, Ostrava
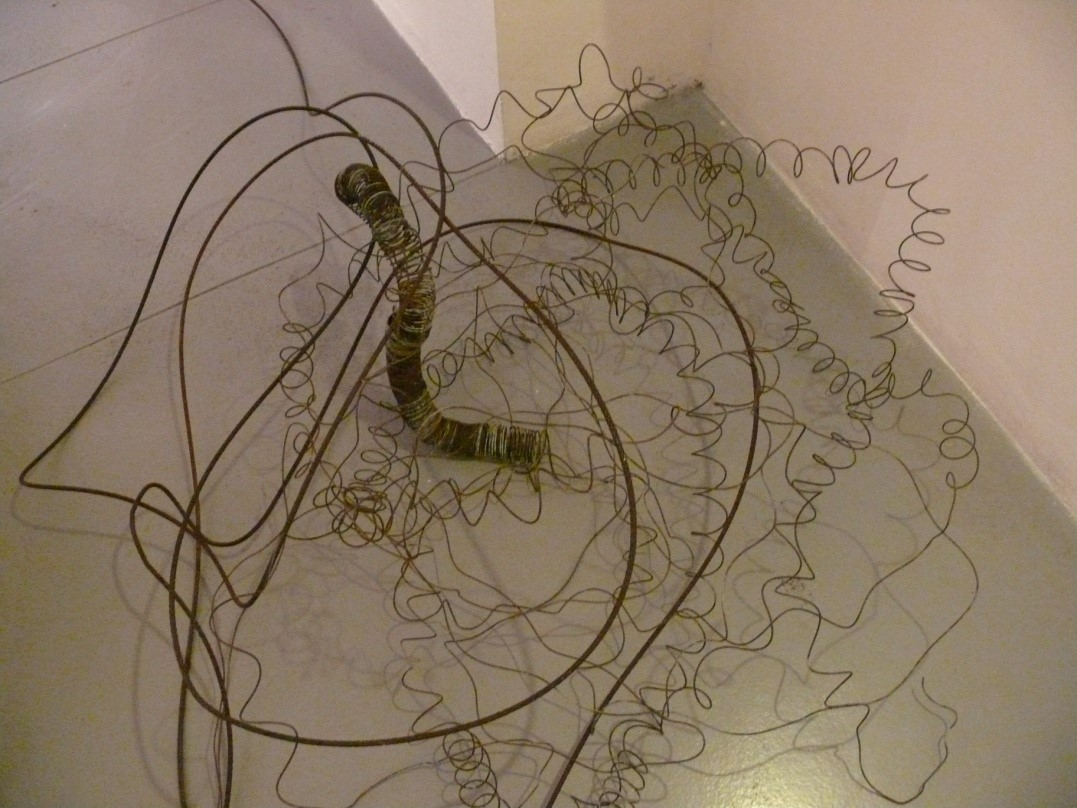
2017 Záznam vztahu, kov, Industrial Gallery, Ostrava